# Kristin Halvorsen
Kristin Halvorsen, född 2 september 1960 i Horten i Vestfold fylke, är en norsk politiker som var ledare för Sosialistisk venstreparti mellan 1997 och 2012. Hon var i regeringen Stoltenberg II finansminister 2005–2009 och kunskapsminister 2009–2013. I stortingsvalet 2001 ledde hon partiet till dess bästa valresultat genom tiderna, 12,5 %. Sedan 2014 är hon chef för klimatforskningscentret Cicero.
Den socialistiska vänstern i koalition med Arbeiderpartiet och Senterpartiet vann Norges stortingsval 2005. Det markerade första gången som den socialistiska vänstern var inkluderad i en regering. Kristin Halvorsen utnämndes till Norges 125:a finansminister och första kvinnan någonsin att erhålla den positionen.
Hon lämnade positionen som ledare för Sosialistisk venstreparti 2012.

## Bakgrund
Halvorsen föddes i Horten, Vestfold. Hon tog kurser i pedagogik och krimonologi utan att erhålla en examen, efter arbetade hon som sekreterare på en advokatfirma.

## Kontroverser

### Dagiskontrovers
I valkampanjen vid valet 2005 lovade Halvorsen att hon skulle lämna politiken om regeringen inte kunde förse alla medborgare med dagis för sina barn innan slutet av 2007. I slutet av 2007 kom 90% till av kommunerna i Norge att erbjuda dagis för alla sökande, de resterande 10% utgjorde 43 kommuner.

### Eliminera fattigdomen
I samma valkampanj 2005 hävdade Halvorsen att fattigdomen i Norge kunde eliminerad med endast "ett pennslag". Efter hon tillsattes som finansminister och efter fyra år vid posten hade hon inte åstadkommit att eliminera fattigdomen i Norge. I ett Tv-program under valkampanjen 2009 vägrade hon att be om ursäkt för att ha misslyckats uppfylla sitt löfte om att eliminera fattigdomen.

### Israel-bojkott
Den 5 januari 2006 krävde Halvorsen att alla skulle bojkotta israeliska produkter som ett tecken på solidaritet med palestinierna. Regeringen och övriga koalitionspartier tog avstånd från hennes uttalande, och hon bad senare om ursäkt eftersom utrikespolitiska frågor var inte inom hennes ansvarsområde som finansminister.
I januari 2009 deltog Halvorsen i anti-israeliska protester som utbröt till våldsamma upplopp.